# Melanagromyza cordiophoeta
Melanagromyza cordiophoeta är en tvåvingeart som beskrevs av Spencer 1961. Melanagromyza cordiophoeta ingår i släktet Melanagromyza och familjen minerarflugor. Inga underarter finns listade i Catalogue of Life.